# Mikhail Tal
Mikhail Nekhemjevitj Tal (lettisk: Mihails Tāls , russisk: Михаил Нехемьевич Таль tr. Mikhail Nekhemjevitj Tal ; født 9. november 1936 i Riga, død 28. juni 1992 i Moskva, Rusland) var en lettisk-født sovjetisk skakspiller, den ottende verdensmester i skak.

## Liv
Under krigen flygtede Tal med sin familie til landsbyen Jurla i Uralbjergene, hvor Tal begyndte skolegang i 1943. I disse barneår viste Tal lille interesse for skak, det var først da han 12 år gammel begyndte i de unge pionerers skaksalon han gik ind i spillet for alvor. Træner var Aleksandrs Koblencs (Aleksandr Koblents) som skulle følge Tal i mange år.

## Karriere
Tal var ingen udpræget barnestjerne, og begyndte med skakken sent i forhold til andre mestre. Han var 15 år da han i 1951 første gang kvalificerede sig til det lettiske skakmesterskab, 17 år da han vandt det i 1953. I 1956 i Leningrad deltog han for første gang i det 23. sovjetiske mesterskab, og endte på 5. plads sammen med Ratmir Kholmov, efter Boris Spasskij, Mark Tajmanov, Jurij Averbakh og Viktor Kortsjnoj. Året efter fulgte han op med at vinde foran stærke spillere som Paul Keres og David Bronstein. Dette kvalificerede ham til interzoneturneringen i Portoroz i Jugoslavien. Også denne turnering vandt han. De fire bedste kvalificerede sig til kandidatturneringen, som skulle foregå i Zürich. Denne turnering vandt Tal overbevisende med 20 point af 28 i et meget stærkt felt, foran Paul Keres med 18,5 og Tigran Petrosjan med 15. Som den yngste spiller i skakhistorien havde Tal kvalificerede sig til at spille om verdensmestertitlen.

### Verdensmester i et år
Mikhail Botvinnik var regerende verdensmester. Matchen blev spillet i Moskva i 1960, og Tal vandt med 12,5 mod 8,5 point. 24 år gamle Tal blev dermed den hidtil yngste verdensmester i skak, en rekord som siden blev slået af 22 år gamle Garri Kasparov i 1985. Året efter mistede Tal imidlertid titlen, da Botvinnik i revanchekampen vandt med 13 point mod 8.
Siden da nåede Tal aldrig helt op i kandidatturneringerne og kampen om verdensmestertitlen. Årsagen var blandt andet de stadig tilbagevendende helbredsproblemer, den hårde konkurrence blandt sovjetiske skakspillere, og at han ikke altid blev foretrukket af magthaverne. Alligevel havde han flere stærke turneringer, og kunne lige til det sidste producere fremragende angrebspartier og brillante sejre.
Under VM-kampene i Reykjavik på Island var Tal med i analyseteamet for Spasskij i kampen mod Bobby Fischer, og samarbejdede siden tæt med verdensmester Anatolij Karpov.

## Spillestil
Han var kendt som en aggressiv spiller, med kaldenavnet ”troldmanden fra Riga”. Som verdensmester var både hans forgænger og efterfølger Mikhail Botvinnik.